# Piz Mezzaun
Der Piz Mezzaun (zu rätoromanisch mesaun für ‚mittel, mittler, mittelgross‘ aus lateinisch medianus für ‚in der Mitte befindlich‘) ist ein Berg südlich von Zuoz im Kanton Graubünden in der Schweiz mit einer Höhe von 2963 m ü. M. Der oft begangene Ostgipfel ist mit 3000 m ü. M. höher als der auf der Karte kotierte Gipfel. Aufgrund seiner vorgeschobenen Lage bietet der Gipfel eine Aussicht ins Engadin.

## Lage und Umgebung
Der Piz Mezzaun ist der äusserste Gipfel der Gruppe des Piz Lavirun, einer Untergruppe der Livigno-Alpen. Auf dem Gipfel treffen sich die Gemeindegrenzen zwischen Madulain und La Punt Chamues-ch. Der Piz Mezzaun wird im Süden durch die Val Chamuera und im Norden und Westen durch das Oberengadin eingefasst.
Talorte und häufige Ausgangspunkte sind Zuoz, Madulain und La Punt Chamues-ch.
Zu den Nachbargipfeln gehören im Westen die Crasta Mora (2952 m), im Südwesten der Munt Müsella (2631 m), im Südosten der Piz Vaüglia (2974 m), im Osten der Piz Uter (2906 m), im Nordosten der Piz Arpiglia (2749 m) und der Piz Murtiröl (2660 m) und im Norden der Piz Griatschouls (2971 m).
Der am weitesten entfernte sichtbare Punkt vom Piz Mezzaun befindet sich 143 km in westlicher Richtung im Aletschgebiet im Kanton Wallis. Der Punkt befindet sich auf dem  Grat zwischen Schönbühlhorn (3854 m) und Gross Wannenhorn (3906 m) auf einer Höhe von 3830 m.

## Routen zum Gipfel

### Sommerrouten

#### Über den Ostgipfel
- Ausgangspunkt: Zuoz (1715 m)
- Via: Alp Arpiglia (2129 m), Val Granda, P. 2674 nordwestlich des Piz Uter, Las Plattas, Ostgipfel (3000 m)
- Schwierigkeit: bis zum Ostgipfel T4
- Zeitaufwand: ca. 5½ Stunden

#### Über die Ostflanke
- Ausgangspunkt: Zuoz (1715 m)
- Via: Alp Arpiglia (2129 m), Val Granda, Lej da Prastinaun (2430 m), via P. 2783 auf den Hauptkamm
- Schwierigkeit: ZS
- Zeitaufwand: 4½ Stunden

#### Über die Nordostflanke (sog. «Route der Jäger»)
- Ausgangspunkt: Zuoz (1715 m)
- Via: Alp Arpiglia (2129 m)
- Schwierigkeit: ZS
- Zeitaufwand: 4½ Stunden

#### Über den Nordgrat
- Ausgangspunkt: Zuoz (1715 m)
- Via: Seja (2358 m)
- Schwierigkeit: ZS
- Zeitaufwand: 4 Stunden

#### Über die Nordwestwand
- Ausgangspunkt: La Punt-Chamues-ch (1690 m) oder Madulain (1684 m)
- Via: God sur Sassella, P. 2267, Nordwestrippe (Einstieg bei ca. 2400 m)
- Schwierigkeit: S
- Zeitaufwand: 4½ Stunden

#### Über die Nordwestgrat
- Ausgangspunkt: La Punt-Chamues-ch (1690 m) oder Madulain (1684 m)
- Via: Rücken westlich der Val Pschaidas
- Schwierigkeit: ZS
- Zeitaufwand: 4 Stunden

#### Über den Südwestkamm
- Ausgangspunkt: La Punt-Chamues-ch (1690 m) oder Madulain (1684 m)
- Via: God Pschaidas
- Schwierigkeit: S
- Zeitaufwand: 4 Stunden

## Galerie

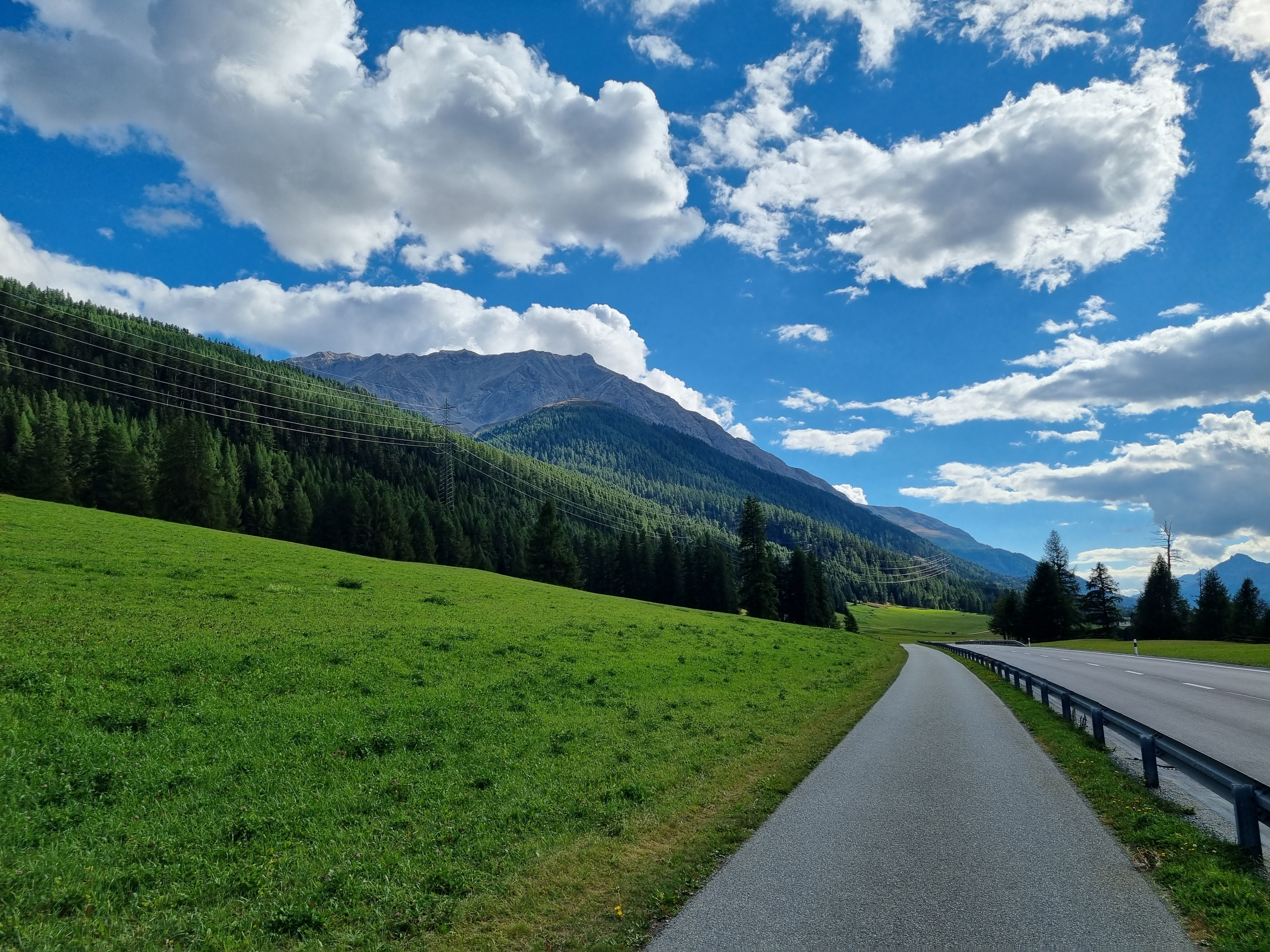
Piz Mezzaun, von Zuoz aus fotografiert
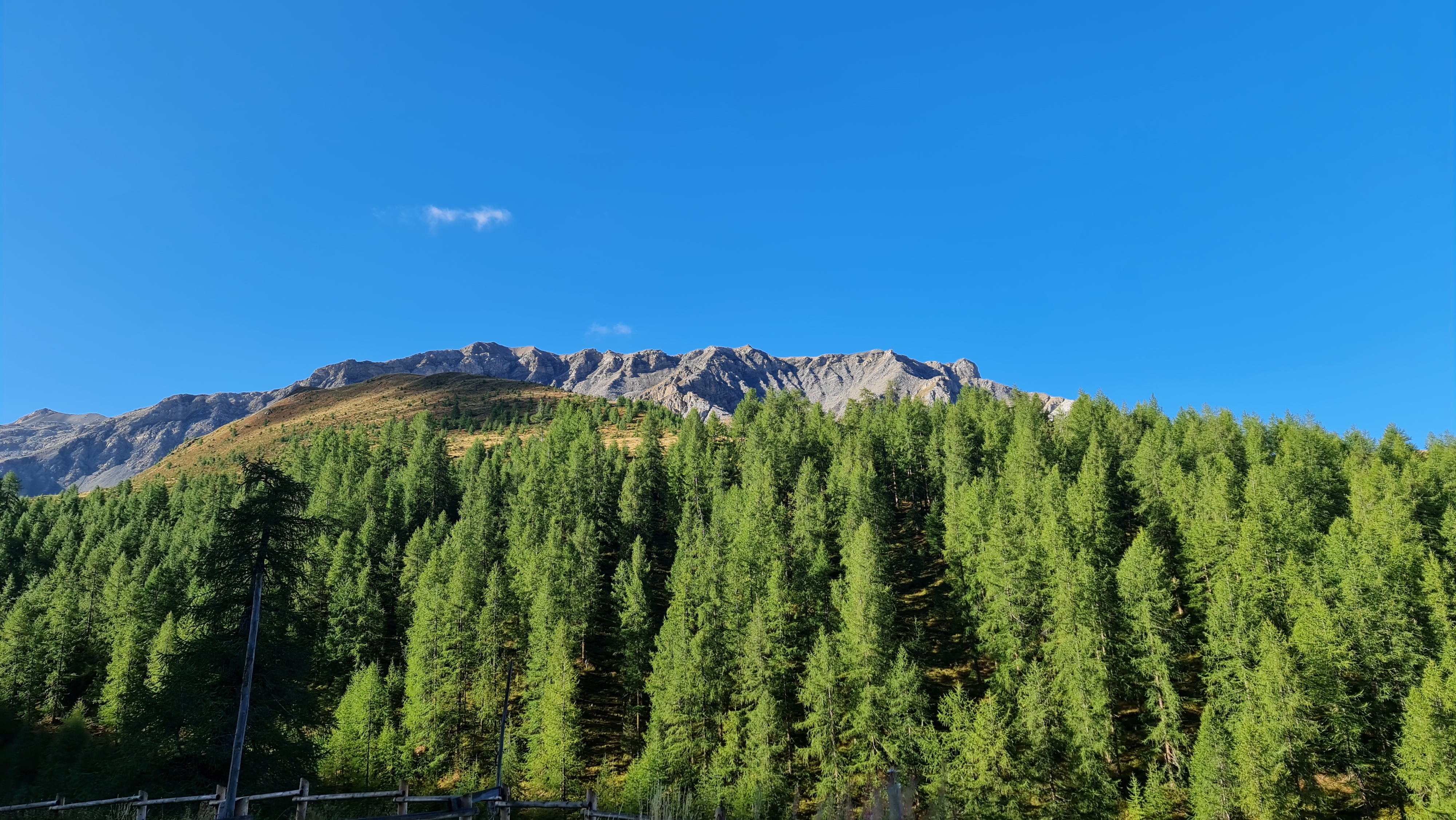
Blick von der Alp d’Arpiglia hoch zum Piz Mezzaun
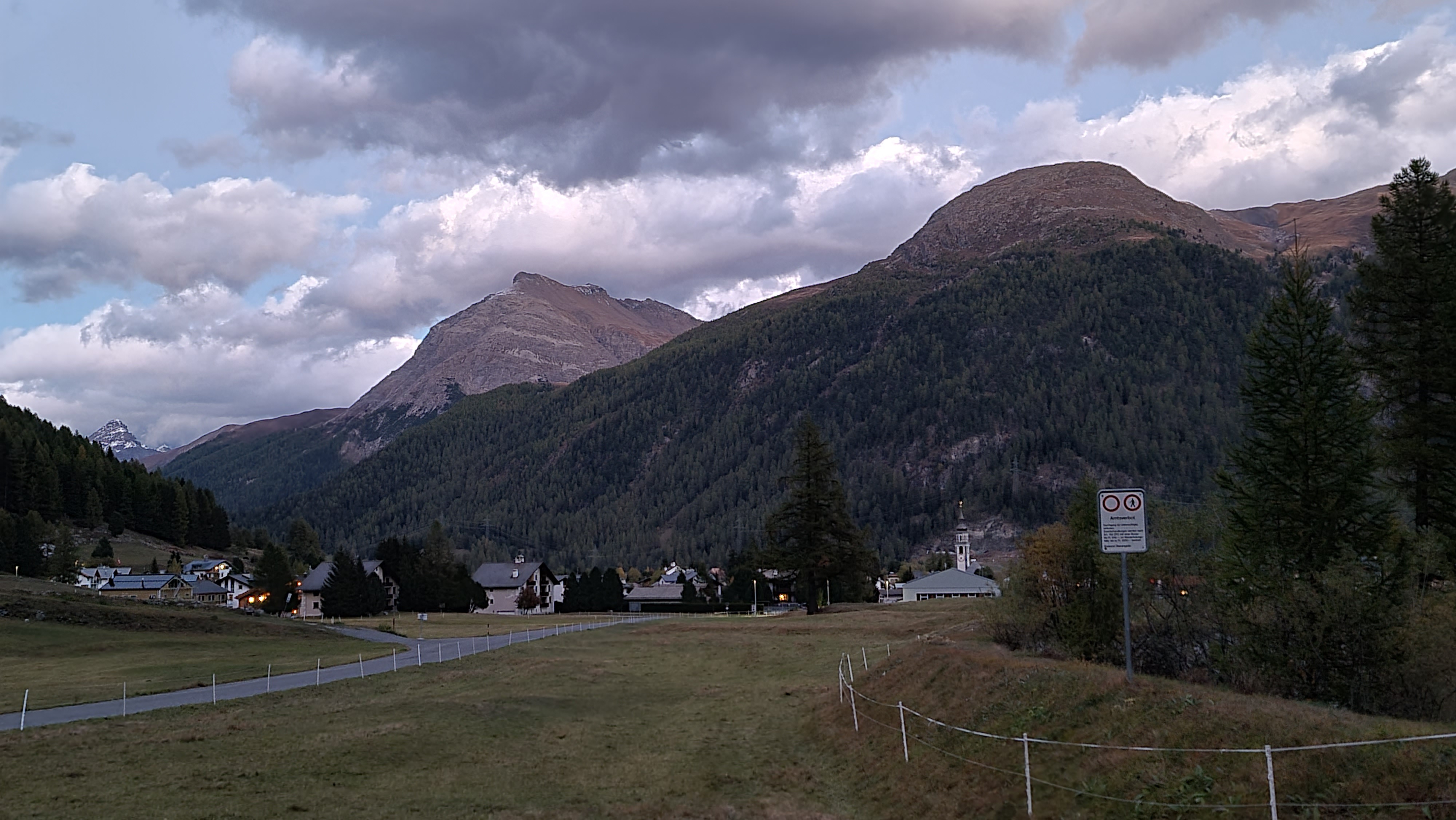
Piz Mezzaun und Munt Müsella (r.), von Bever aus fotografiert
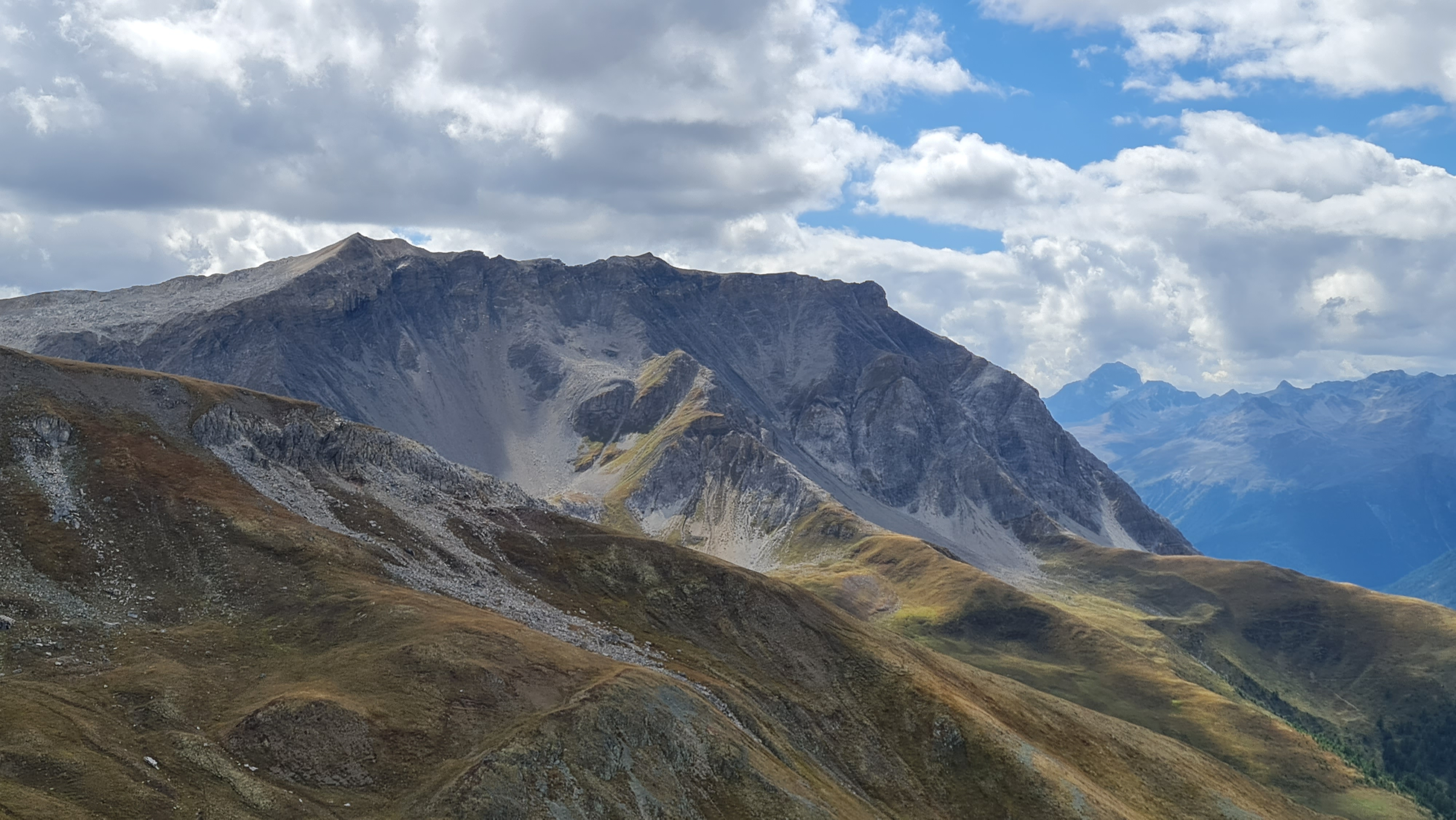
Der Südostgrat des Piz Mezzaun vom Piz Murtiröl aus betrachtet, links der Ost- und rechts der Hauptgipfel
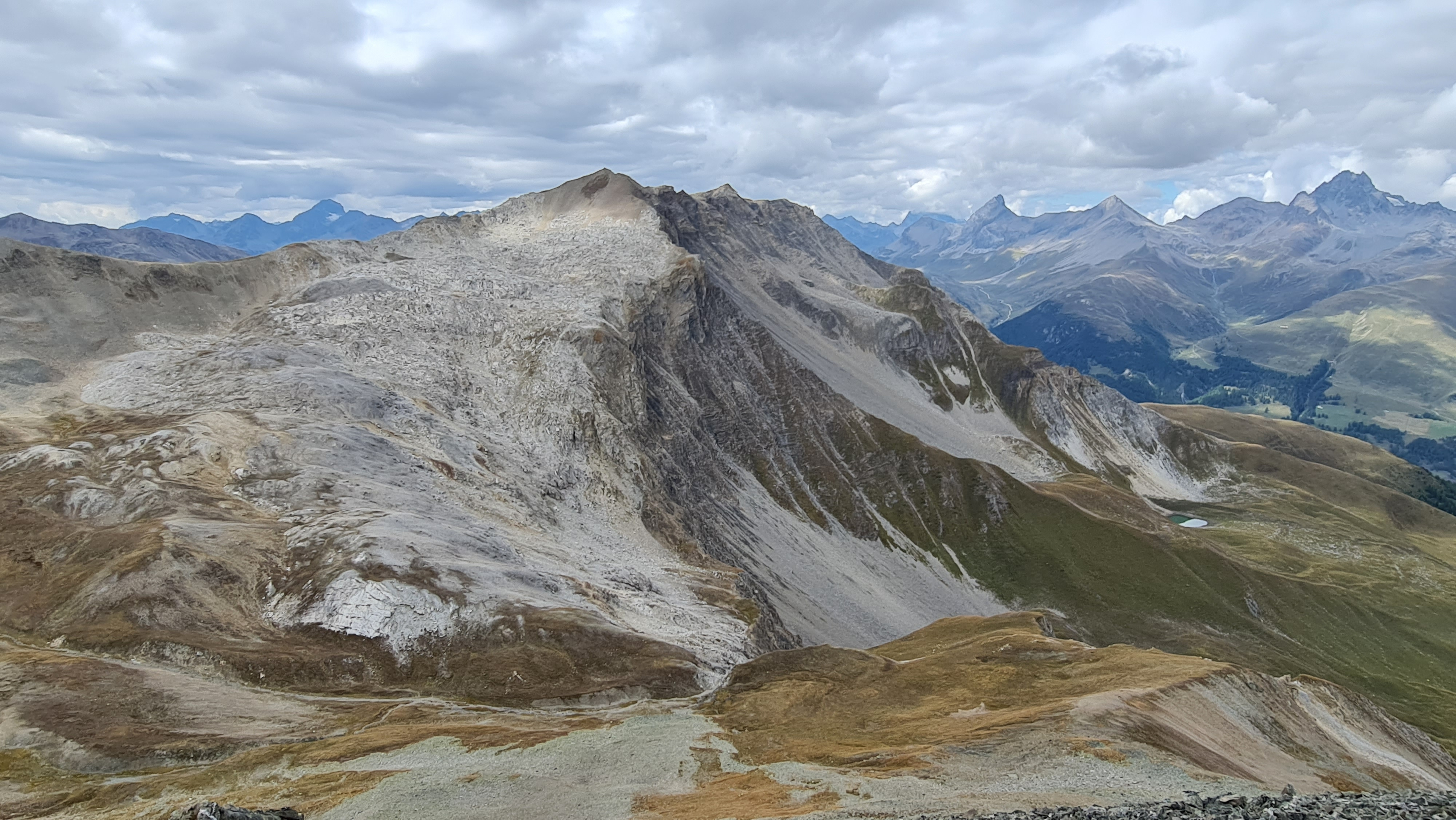
Blick vom Piz Uter auf die zerrissenen Platten von Las Plattas östlich des Piz Mezzaun
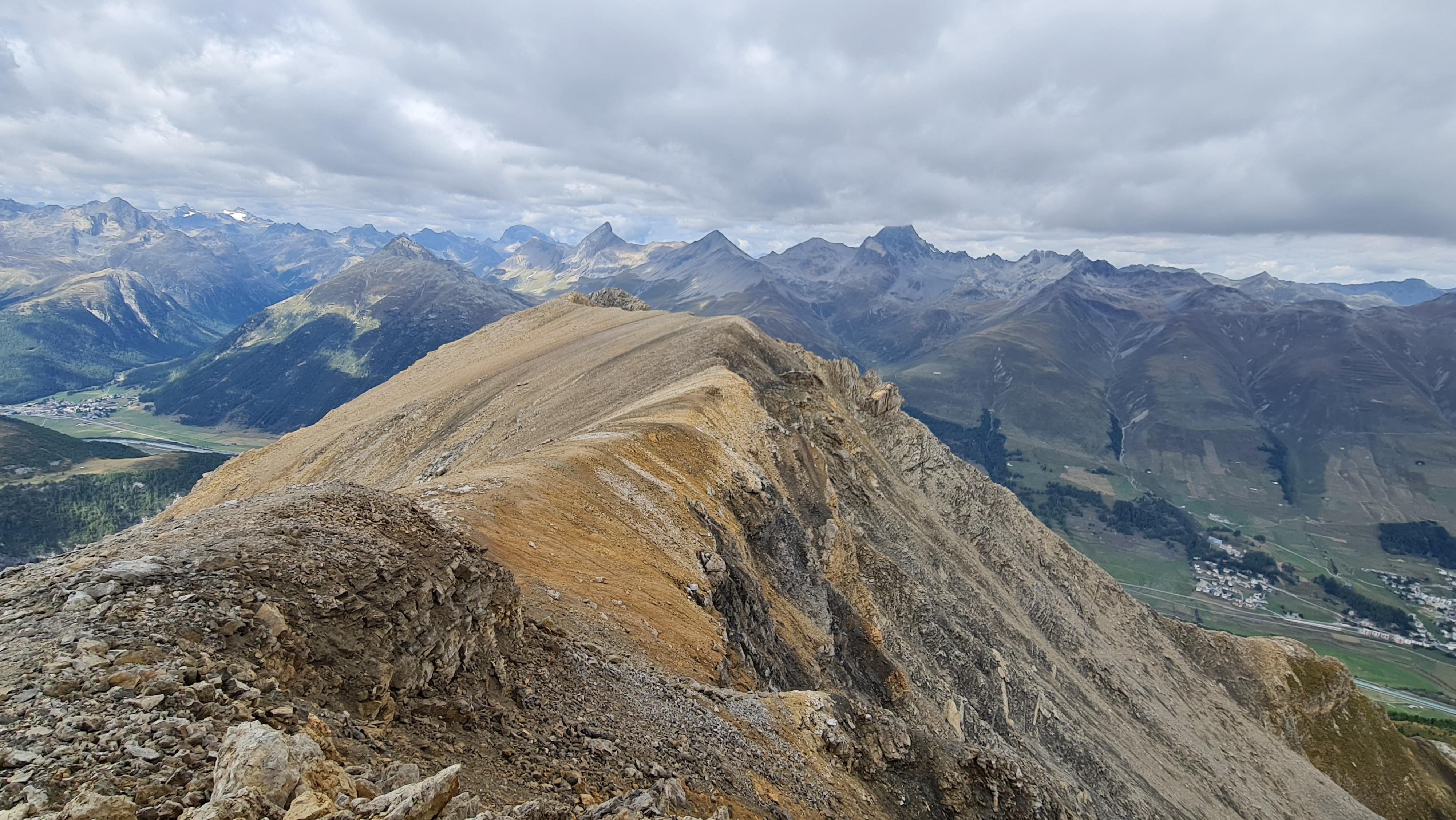
Blick auf den Südostgrat, im Hintergrund der Hauptgipfel
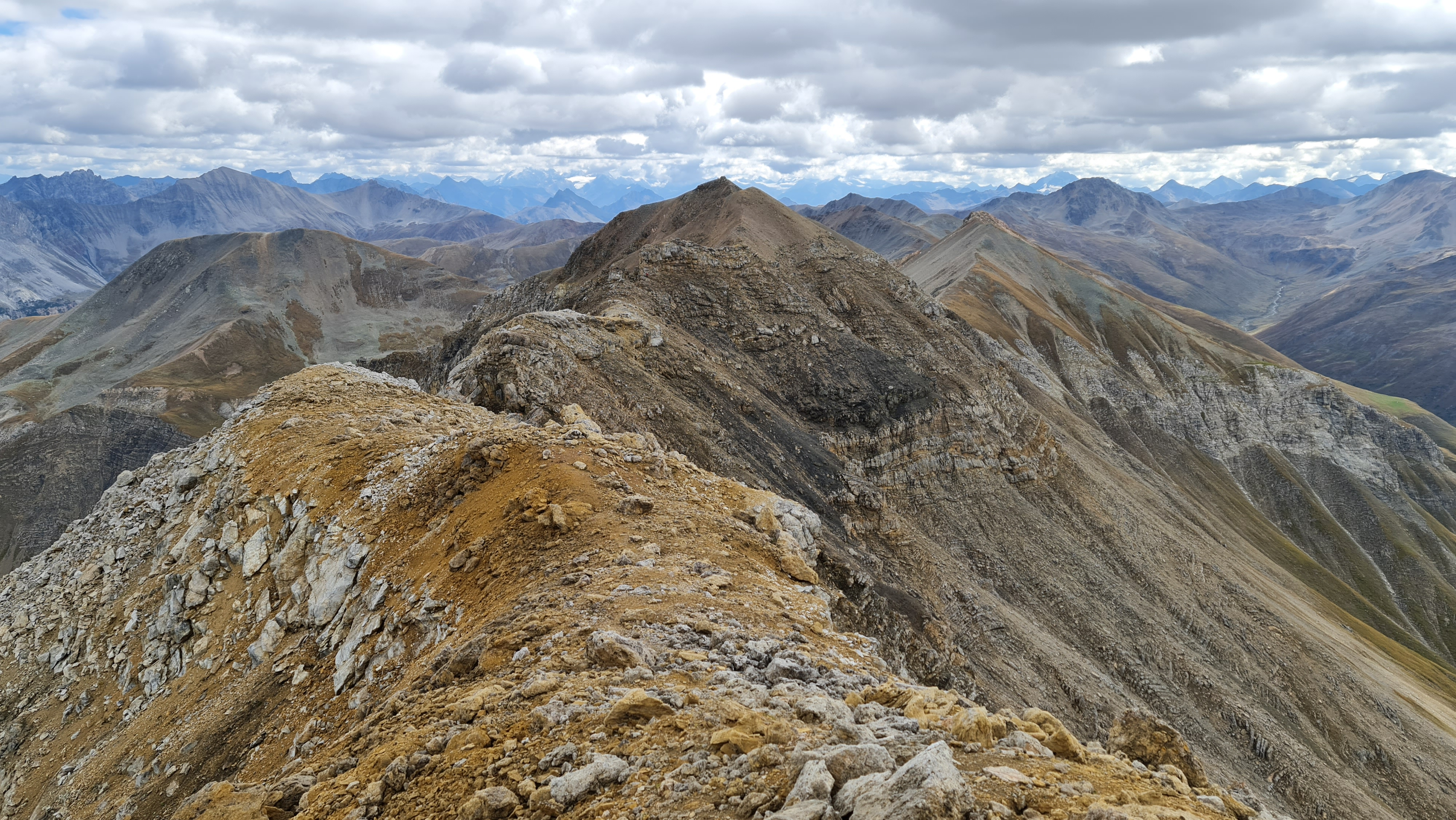
Blick vom Hauptgipfel zum Südostgrat, am Ende befindet sich der Ostgipfel (für Annotationen der einzelnen Berge aufs Bild klicken)